# STARS (スターダストレビューのアルバム)
『STARS』（スターズ）は、スターダストレビュー5枚目のベスト・アルバム。2000年3月15日に発売された。

## 解説
- DISC.1には1990年発売のシングル・ベスト・アルバム『Best Wishes』以降に発売されたシングル「君のすべてが悲しい」から最新曲「どうして」までのシングル16曲を収録。
- DISC.2には、スタジオライブの音源14曲を収録。
- DISC.2の2011年以降発売盤には、2000年発売のシングル『What is Love?』とC/W曲「JOY OF LOVE」の2曲をボーナス・トラックに収録。

## 収録曲

### DISC.1 Matinne -マチネ-
1. 君のすべてが悲しい
作詞：田口俊
作曲：根本要
編曲：三谷泰弘
20枚目のシングル
2. こしゃくなレディ
作詞：山本秀行
作曲：根本要
編曲：三谷泰弘
21枚目のシングル（アルバム初収録）
3. 瞳の中の天国
作詞・作曲・編曲：三谷泰弘
22枚目のシングル
4. 追憶
作詞：荒木とよひさ
作曲：根本要
編曲：三谷泰弘
23枚目のシングル
5. もう一度抱きしめて
作詞：林紀勝
作曲・編曲：三谷泰弘
24枚目のシングル
6. 木蘭の涙
作詞：山田ひろし
作曲：柿沼清史
編曲：三谷泰弘
25枚目のシングル
7. クレイジー・ラブ
作詞：渡辺なつみ
作曲：柿沼清史
編曲：三谷泰弘
26枚目のシングル
8. ふたり
作詞：渡辺なつみ
作曲：柿沼清史
編曲：矢代恒彦・スターダストレビュー
27枚目のシングル
9. 会えないよ
作詞：渡辺なつみ
作曲：根本要
編曲：スターダストレビュー・矢代恒彦
28枚目のシングル
10. Get Up My Soul
作詞：渡辺なつみ
作曲：根本要
編曲：スターダストレビュー・矢代恒彦
11. もうチョットだけ何か足りない
作詞：並河祥太　作曲：根本要
編曲：矢代恒彦・スターダストレビュー
30枚目のシングル
12. 愛してるの続き
作詞：並河祥太
作曲：根本要
編曲：十川知司・スターダストレビュー
31枚目のシングル
13. 何やってんだろう
作詞：並河祥太
作曲：柿沼清史
編曲：十川知司・スターダストレビュー
32枚目のシングル
14. 7月7日
作詞：康珍化
作曲：根本要
編曲：鳥山雄司
33枚目のシングル
15. ワイン恋物語
作詞：渡辺なつみ
作曲：根本要
編曲：光田健一
34枚目のシングル
16. どうして
作詞：根本要/山田ひろし
作曲：根本要
編曲：矢代恒彦
35枚目のシングル

### DISC.2 Soirre -ソワレ-
1. Overture "Stars"
作曲：光田健一
2. Northern Lights -輝く君に-
作詞：高橋研　作曲：根本要
3. Be My Lady
作詞：竜真知子　作曲：根本要
ストリングスアレンジ：光田健一
4. Stay My Blue - 君が恋しくて -
作詞：康珍化　作曲：根本要/三谷泰弘
5. もう一度ハーバーライト
作詞：平野肇　作曲：根本要
ストリングスアレンジ：光田健一
6. 今夜だけきっと
作詞：根本要/手島昭　作曲：根本要
ストリングスアレンジ：光田健一
7. ブラックペッパーのたっぷりきいた私の作ったオニオンスライス
作詞：根本要/寺田正美　作曲：根本要
8. 銀座ネオン・パラダイス
作詞：根本要/手島昭/きないのりこ　作曲：根本要
9. 銀座カンカン娘
作詞：佐伯孝夫　作曲：服部良一
10. 東京ブギウギ
作詞：鈴木勝　作曲：服部良一
11. 上を向いて歩こう
作詞：永六輔　作曲：中村八大
12. 木蘭の涙
作詞：山田ひろし　作曲：柿沼清史
ストリングスアレンジ：光田健一
13. 夢伝説
作詞：林紀勝/根本要　作曲：根本要
14. Stars
作詞：スターダストレビュー　作曲：光田健一
15. What is Love?
作詞・作曲：根本要
編曲：光田健一
37枚目のシングル
※2011年盤以降のボーナス・トラック
16. JOY OF LOVE
作詞：スターダストレビュー
作曲：根本要
編曲：光田健一
37枚目のシングルC/W曲
※2011年盤以降のボーナス・トラック